# 諏訪裕美
諏訪 裕美（すわ ひろみ、1985年12月5日 - ）は、日本の女子バスケットボール選手である。大阪府出身。ニックネームは「ロン」。ポジションはセンター。

## 来歴
名門桜花学園高で多くの全国タイトルを獲得。
卒業後、JOMOサンフラワーズに入団。アテネ五輪後に主力が引退したこともあり1シーズン目より主力として活躍。
2006-07シーズンのリーグ優勝に貢献。
2006年アジア大会では銅メダルを獲得。
2007年には北京オリンピック予選を兼ねるアジア選手権の日本代表にも選ばれた。2010年世界選手権にも出場。
2012年に退社し引退。母校桜花学園バスケットボール部のアシスタントコーチを務めた。
2013年アイシン・エィ・ダブリュ ウィングスより現役復帰。
2014年、仁川アジア大会に日本代表として出場し銅メダル獲得。
2016年退団。

## 経歴
- 桜花学園高 - JOMO/JX（2004年〜2012年） - アイシンAW（2013年〜2016年）

## 日本代表歴
- 2006アジア大会
- 2007アジア選手権
- 2010世界選手権
- 2010アジア大会
- 2014アジア大会